# Manihot triloba
Manihot triloba är en törelväxtart som först beskrevs av Sessé, och fick sitt nu gällande namn av Mcvaugh och Faustino Miranda. Manihot triloba ingår i släktet Manihot och familjen törelväxter. Inga underarter finns listade i Catalogue of Life.